# Kloster von Yuste

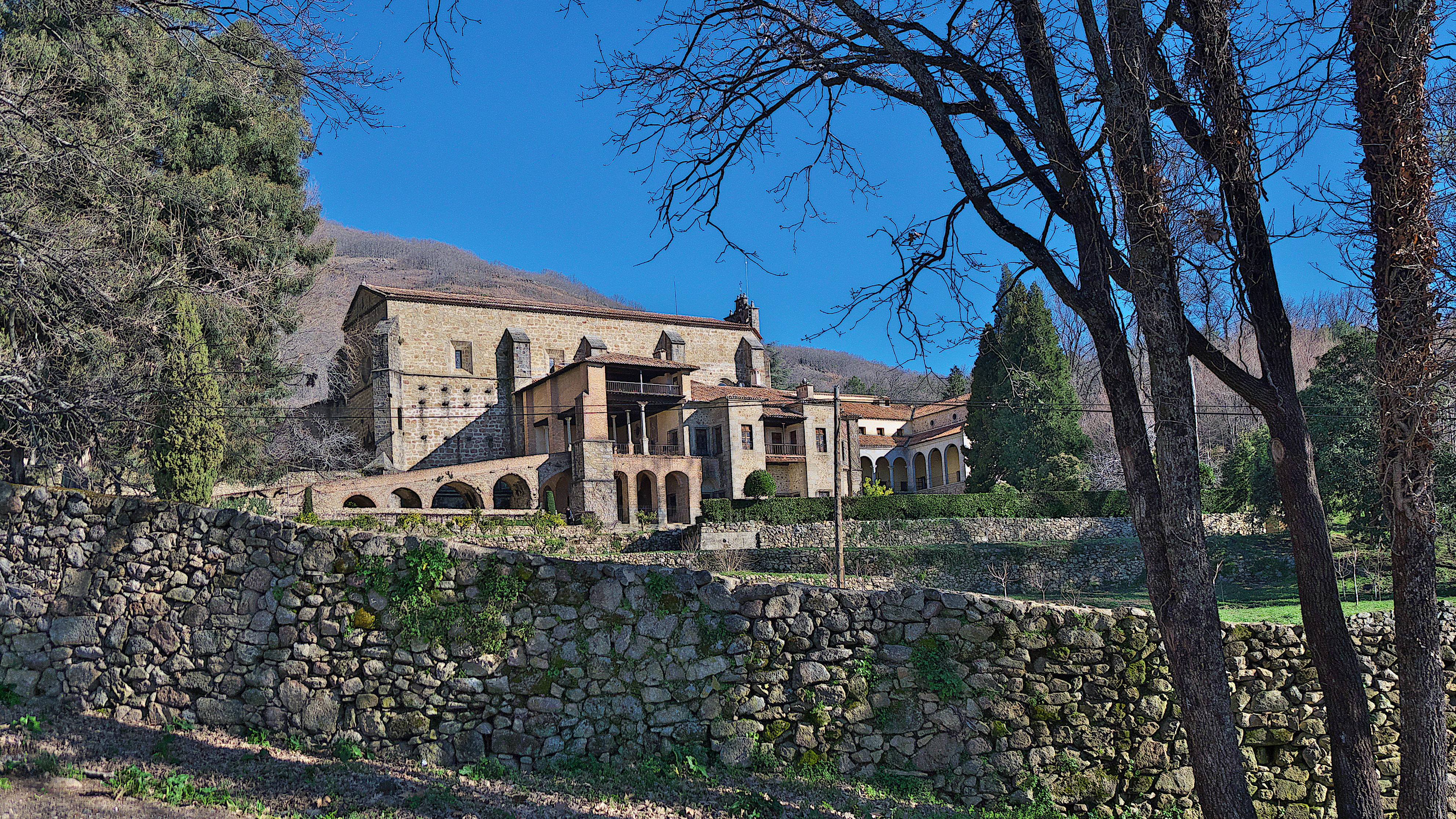
Kloster von Yuste

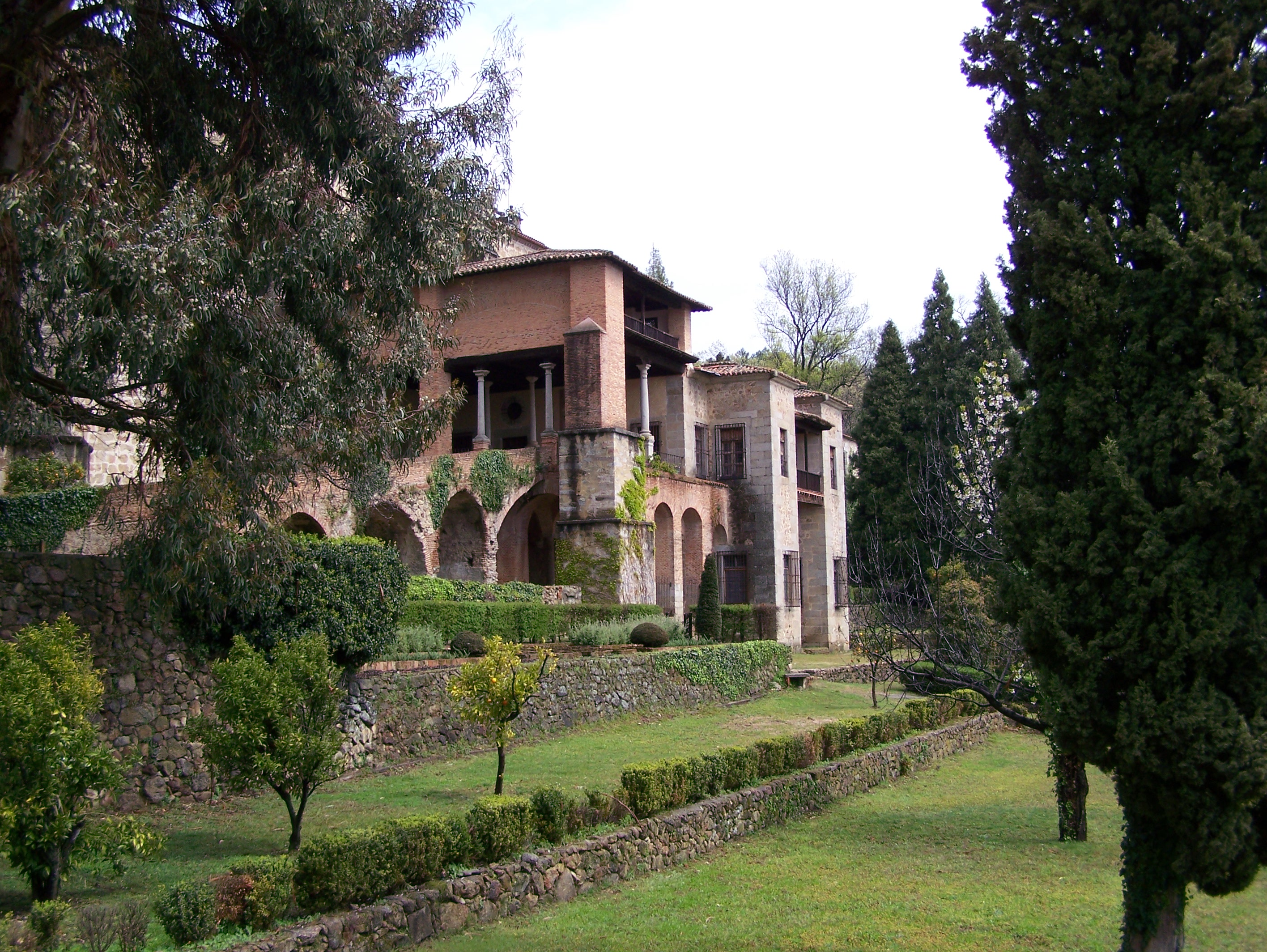
Palast Karls V.

Das Kloster von Yuste (San Jerónimo de Yuste) liegt im Nordosten der Provinz Cáceres in der Extremadura, abgeschieden an der Südflanke der Sierra de Gredos in Spanien. Der Palast neben dem Hieronymiten-Kloster von Yuste war das letzte Refugium Kaiser Karls V. Hier verbrachte er seine letzten Lebensjahre von seiner Ankunft im November 1556 bis zu seinem Tod im September 1558.
Im Jahr 2007 wurde dem Kloster von Yuste das Europäische Kulturerbe-Siegel verliehen.

## Gebäude
Die heutige Klosteranlage mit Kirche, Konventsgebäuden, zweigeschossigem Kreuzgang und Palast Karls V. wurde ab 1949 auf Anordnung Francos über den mittelalterlichen und frühneuzeitlichen Gebäuderesten wieder aufgebaut. Das historische Kloster war im Jahr 1809, in den Napoleonischen Kriegen, durch die französische Armee bis auf die Grundmauern zerstört worden, wobei auch die historischen astronomischen Instrumente Karls V., darunter der Mercator-Doppelglobus, zerstört wurden.
Unweit westlich liegt der 1983 eingeweihte Deutsche Soldatenfriedhof Cuacos de Yuste.

## Karl V. im Palast von Yuste

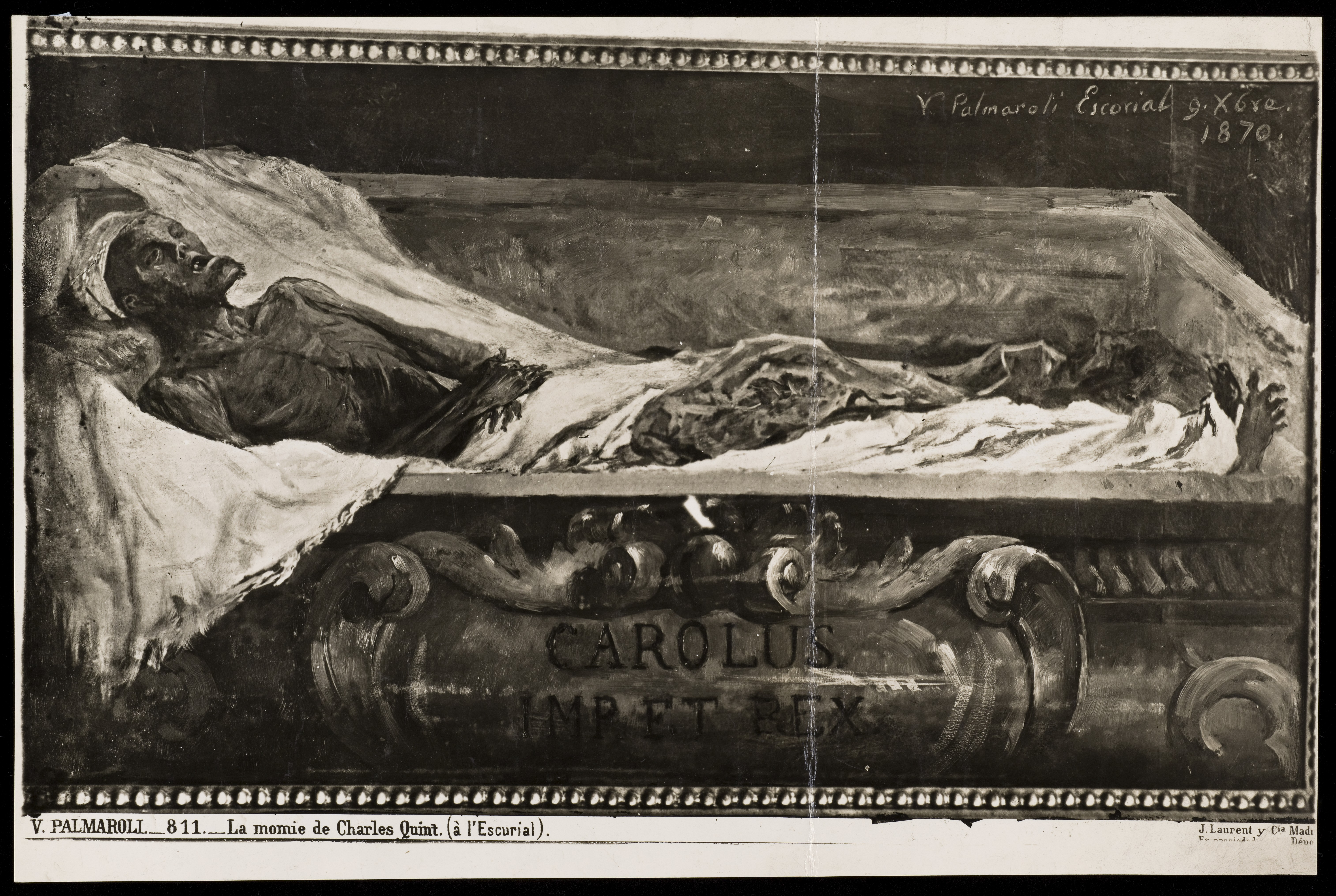
Der mumifizierte Körper Karls V. nach seiner Umbettung in den Escorial, Fotografie eines Gemäldes von V. Palmaroli Y González

Im Alter von 55 Jahren hatte sich Karl V., der damals mächtigste Mann der Welt, Kaiser des Heiligen Römischen Reiches Deutscher Nation und König des spanischen Weltreiches, „in dem die Sonne nie unterging“, entschieden, seine Kronen und Ämter niederzulegen. Das Kaisertum ging an seinen Bruder Ferdinand, das spanische Königtum an seinen Sohn Philipp.
Kaiser Karl V. erreichte am 11. November 1556 mit seinem Tross Tornavacas. Der Tross bestand aus einer Vielzahl von Reitern und Dienern, mit denen Karl V. in einer noch heute erhaltenen Sänfte in die abgelegene Region reiste. Karl V. trat nicht in den Orden der Hieronymiten ein. Er lebte in einem kleinen, im italienischen Stil gehaltenen Palast, welcher für ihn direkt an das Kloster angrenzend erbaut worden war. Bis zur endgültigen Fertigstellung des Palastes lebte er übergangsweise in Jarandilla im Schloss des Grafen von Oropesa. Am 3. Februar 1557 konnte Karl V. in den fertiggestellten Palast neben dem Kloster übersiedeln. Dort lebte er den „selbstgewählten Weg zu sich selber“ und starb im September 1558. 1574 wurde der Leichnam auf Anordnung seines Sohnes Philipp II. in den Escorial überführt.
Eine Besonderheit des Palastanbaus ist eine Verbindungstür vom Schlafgemach zum Hauptaltarraum des Klosters. Der an Gicht leidende Karl V. konnte so die Messe von seinem Bett aus verfolgen. Auch wenn der Palast mit lediglich acht Zimmern relativ bescheiden ist, hat es dem Privatier nicht an Komfort gemangelt: Eine rund sechzigköpfige Dienerschaft kümmerte sich um den abgedankten Kaiser in seinem Alterswohnsitz.